# 니시야마 다카히사
니시야마 다카히사(일본어: 西山 貴永, 1985년 7월 11일 ~ )는 일본의 전 축구 선수이다.

## 구단 경력
과거 가와사키 프론탈레, 요코하마 FC, 베갈타 센다이, 후지에다 MYFC에서 활동하였다.